# Oldmeldrum
Oldmeldrum är en ort i Storbritannien.   Den ligger i kommunen Aberdeenshire och riksdelen Skottland, i den norra delen av landet, 700 km norr om huvudstaden London. Oldmeldrum ligger 116 meter över havet och antalet invånare är 2 023.
Terrängen runt Oldmeldrum är platt.Runt Oldmeldrum är det ganska tätbefolkat, med 144 invånare per kvadratkilometer. Närmaste större samhälle är Inverurie, 6,6 km sydväst om Oldmeldrum. Trakten runt Oldmeldrum består till största delen av jordbruksmark.